# Deportació dels tàtars negres (1403)
La deportació dels tàrtars negres del 1403 va ser un dels esdeveniments de la Campanya dels Set Anys (1399-1404). Els tàtars negres, un dia deportats a l'Àsia Menor, foren deportats per Tamerlà a Transoxiana després de la seva victòria a Anatòlia.
Timur no havia deixat de combatre tot intent de resistència i Kisir Beg i Ibrahim Beg que havien atacat en un congost al sud d'Ak Shehir, foren aniquilats. Al tornar a Ak-Shehir Timur va ordenar el retorn a Samarcanda. S'emportava grups de tàtars negres, turcs amb barreja de mongols que Hulagu havia establert a Anatòlia al segle xiii a les fronteres d'Anatòlia i Síria; després de la mort d'Abu Said (1335) s'havien revoltat i s'havien dividit en 52 clans cadascun amb un lloc d'assentament i que no obeïen a ningú. A la mort del cadi Burhan al-Din de Sivas, Bayazid I va enrolar a aquests grups de tàtars negres al seu exèrcit i els va donar un lloc per residir; com que no pagaven impostos ni taxes es van enriquir; Timur els volia traslladar al país dels jats (Mogolistan) per repoblar-lo i havia concertat aliances amb els seus caps; ara que Timur marxava per la zona de Kayseri, es va aturar amb ells tres dies; va planificar com emportar-se’ls ja que eren de trenta a quaranta mil; va ordenar als prínceps i amirs conduir-los en grups: Jahan Xah i l'exercit de la dreta de Muhammad Sultan (encara viu aleshores) van anar per Tokat i Amasia; l'amir Sulayman Xah i l'exèrcit de l'esquerra va anar per Kayseri i Sivas; el propi Timur per les planes de Kayseri i Amasya (els tàtars negres estaven dispersos a la zona de Amasya, la de Sivas i la de Kayseri) amb Xah Rukh i Sultan Husayn Mirza al davant tallant el camí per evitar la fugida de cap grup.
Timur va retornar a la zona dels tàtars negres a Kayseri i va cridar als caps: hi van anar dos: Murwat i Akhi Tabarak, als quals Timur va explicar que la seva terra original era Transoxiana i havien estat desterrats a Anatòlia feia molt de temps però ara que Timur governava a totes les terres els permetia retornar; els caps van acceptar i els tàtars negres foren portats cap a Transoxiana.

## Retorn de Timur cap a Transoxiana (1403)
Timur va cridar a les emperadrius Sarai Mulk Khanum, Tuman Agha, Txelpan Mulk Agha i la princesa Khan Zade, per anar a trobar-lo a Awnik (des de Sultaniya). Va arribar a Kayseri on els habitants es van amagar sota terra i Timur va enviar a buscar-los a Sultan Ali Tavachi; els van trobar però els fugitius es van defensar i una fletxa va matar a Sultan Ali Tavachi; Muhammad Tavachi, el seu germà, va agafar a tots els que va poder i els va matar; d'alli va passar a Sivas on va concedir alguns honors a Kara Osman i va continuar cap a Erzinjan on Tahartan li va fer els regals tracionals (9 de cada cosa segons la costum mongola) i va sortir cap a Erzurum.
Durant dos dies Tahartan el va acompanyar i després va obtenir permís per retornar. A Erzurum se li van unir els joves prínceps Ulugh Beg, Adijal, Muhammad Jahangir i Sad Vaccas (tots nets o besnets de Timur, els dos darrers fills de Muhammad Sultan); fou una vista tan emocionant per l'emperador que li van caure les llàgrimes. Khan Zade va arribar a Awnik poc després i es va sentir el dolor de la mare. Khan Zade: havia perdut al primer marit Jahangir, havia tingut problemas amb el segon Miran Shah i ara perdia el seu primer fill (el fill gran) Muhammad Sultan. La noticia de la mort de Muhammad Sultan la va esfondrar.
Quan va arribar, es va arrancar els cabells, es va arrancar la roba i es va rascar les galtes fins que van sagnar. Mai havia esperat que el seu fill caigués tan jove, es va lamentar. Havia estat destinat a convertir-se en un gran emperador. Ara les seves llàgrimes corrien com la sang Timur va ordenar que el banquet funerari de Muhammad Sultan se celebrés a Awnik. Els senyors d'Àsia van arribar amb el seu condol, lloant Al·là per dignificar el món amb un príncep i guerrer tan viril. Els sacerdots recitaven l'Alcorà en un sombre monòton. El tambor de Muhammad Sultan va donar el darrer trons. Tot d'una, les dones de la cort i els prínceps, els reis i amirs vassalls, els soldats i els servents, van deixar anar un terrible crit de dol. A continuació, el tambor fou tallat a trossos, en honor del costum mongol. Mai mes sonaria en homenatge a un altre príncep. Des d'Awnik, el taüt del príncep va ser portat a Sultaniya, d'allà a Samarcanda, on Temur havia ordenat a la població que observés el dol públic.